# Elaphrothrips blatchleyi
Elaphrothrips blatchleyi är en insektsart som beskrevs av Ian A. Hood 1938. Elaphrothrips blatchleyi ingår i släktet Elaphrothrips och familjen rörtripsar. Inga underarter finns listade i Catalogue of Life.